# Onot
L'Onot (in russo Онот?, nel corso superiore Ospa, Оспа) è un fiume della Siberia Orientale, affluente di sinistra della Malaja Belaja (bacino dell'Angara). Scorre nel Okinskij rajon della Buriazia e nel Čeremchovskij rajon dell'oblast' di Irkutsk, in Russia.

## Descrizione
Il fiume proviene dal monte Ospin-Ulan-Sardyk la più alta cima della catena Kitojskie Gol'cy che si trova nel sud-est dei Saiani Orientali. È uno dei fiumi più inaccessibili dei Saiani. Viene utilizzato per gli sport acquatici (categoria VI di difficoltà). Nel corso superiore, il fiume precipita in un canyon con una cascata alta 35-37 m. Scorre in direzione nord-orientale e sfocia nella Malaja Belaja a 96 km dalla foce. L'Onot ha una lunghezza di 153 km; l'area del suo bacino è di 2 270 km². Ha una portata media annua di 40,33 m³/s a 26 km dalla foce. Lungo il corso del fiume si trova il villaggio di Onot.